# Untenpilghausen
Untenpilghausen ist eine Hofschaft in der bergischen Großstadt Solingen.  

## Lage und Beschreibung
Untenpilghausen befindet sich, weitgehend abseits städtischer Bebauung, im Pilghauser Bachtal im nordwestlichen Bereich des Stadtbezirks Burg/Höhscheid. Der zu Höhscheid gehörende Ort liegt nordwestlich des Peter-Höfer-Platzes, der einen zentralen Punkt im Stadtteil markiert. Untenpilghausen ist von der nördlich auf einem Höhenrücken verlaufenden Kreisstraße 3 zugänglich, der Katternberger Straße, und von dort über die Gläßnerstraße sowie die Hermelinstraße. Außerdem führt durch den Ort die Wanderstrecke durch das Pilghauser Bachtal. Untenpilghausen umgibt ein Gürtel aus Wald- und Landwirtschaftsflächen. Den Ort prägt bis heute in seinem Kern entlang der Straße Untenpilghausen ein Bestand an historischen Fachwerk- und Schieferhäusern, von denen mehrere unter Denkmalschutz stehen.
Benachbarte Orte sind bzw. waren (von Nord nach West): Hossenhaus, Stübchen, Mittelpilghausen, Kirschheide, Neuenhof, Neuenkamp, Siepen, Pilghauser Kotten und Obenkatternberg.

## Etymologie
Der Ortsname ist von dem altdeutschen Personennamen Piliko (mundartlich auch Pelges) abgeleitet. 

## Geschichte
Der Hofschaftsname Pilghausen war schon im 14. Jahrhundert vorhanden, der Ort wurde erstmals im Jahre 1334 als de Pilghuys erwähnt.:1 Aus dem ursprünglichen Hof entwickelten sich über Jahrhunderte die drei Hofschaften Oben-, Mittel- und Untenpilghausen. Der letztgenannte dürfte dabei der jüngste der drei Höfe sein.
In der Karte Topographia Ducatus Montani, Blatt Amt Solingen, von Erich Philipp Ploennies aus dem Jahr 1715 ist Pilghausen mit sechs Hofstellen verzeichnet und als Peleghus benannt, davon eine im Bereich des späteren Untenpilghausen. Pilghausen wurde in den Ortsregistern der Honschaft Katternberg innerhalb des Amtes Solingen geführt. Die Topographische Aufnahme der Rheinlande von 1824 verzeichnet den heutigen Ort Untenpilghausen als Pilghausunten, die Preußische Uraufnahme von 1844 verzeichnet ihn als Unt: Pilghausen. In der Topographischen Karte des Regierungsbezirks Düsseldorf von 1871 ist der Ort als Unt. Pilghaus verzeichnet.
Nach Gründung der Mairien und späteren Bürgermeistereien Anfang des 19. Jahrhunderts gehörte der Ort zur Bürgermeisterei Höhscheid, die 1856 zur Stadt erhoben wurde und lag dort in der nach ihm benannten Flur II. Pilghausen.
Mit der Städtevereinigung zu Groß-Solingen im Jahre 1929 wurde Untenpilghausen ein Ortsteil Solingens. Am 25. Januar 1988 wurden die drei Fachwerkgebäude Untenpilghausen 35, 37 und 47 als Baudenkmäler in die Solinger Denkmalliste eingetragen, wovon das Gebäude Untenpilghausen 35 oben abgebildet ist.